# Affaire soudanaise du blasphème à l'ours en peluche

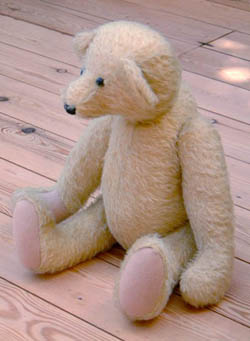
Un ours en peluche.

L’affaire soudanaise du blasphème à l’ours en peluche consiste en l’arrestation, le procès, la condamnation, l’emprisonnement et la libération de Gillian Gibbons, enseignante britannique en fonction à la Unity High School au Soudan, en 2007. 

## Arrestation
Gillian Gibbons (née en 1953), de Liverpool, reçut en 1975 le diplôme du CF Mott College of Education, sis Huyton Lane à Prescot. Elle fut arrêtée par les autorités soudanaises du chef d’avoir blasphémé l’islam en permettant à sa classe de nommer un ours en peluche « Muhammad »,. Un garçon de la classe, nommé lui aussi Muhammad, affirma plus tard que l’ours avait été nommé d’après lui.
On pensa d’abord que la plainte émanait des parents d’un élève de l’école, mais on apprit plus tard qu’elle avait été déposée par une employée de l’administration de l’école, Sara Khawad, qui servait de témoin-clé à l’accusation.
L’opinion musulmane sunnite majoritaire condamne toute représentation de Mahomet comme un blasphème. Toutefois, de nombreuses organisations musulmanes d’autres pays blâmèrent les réactions des Soudanais, du fait que Gibbons n’avait pas eu d’intentions offensantes.

## Condamnation et réactions
Le 28 novembre 2007, on annonçait que Gibbons avait été inculpée formellement, en application de la section 125 du code soudanais d’instruction criminelle, d’avoir « insulté la religion, incité à la haine et montré du mépris pour les croyances religieuses »,. Ces actes exposent à une peine d’emprisonnement, à une amende ou à 40 coups de fouet.
Le 29 novembre 2007, Gibbons fut déclarée coupable d’insulte à la religion, un des trois chefs d’accusation qui pesaient sur elle, et fut condamnée à 15 jours de prison et à l’expulsion. Le Muslim Council of Britain (Conseil musulman de Grande-Bretagne), organisation chapeautant des groupes musulmans du Royaume-Uni, qualifia la peine de « complètement injustifiée », se déclara consterné et demanda au gouvernement du Soudan d’intervenir.
Le 30 novembre, environ 400 manifestants descendirent dans la rue, certains brandissant des épées et des machettes, pour demander l’exécution de Gibbons, que des imams avaient dénoncée pendant les prières du vendredi,. Pendant la marche, on scanda des slogans tels que « Honte, honte sur le Royaume-Uni », « Pas de tolérance, l’exécution » et « À mort, à mort par peloton d’exécution ». Des témoins certifièrent que des employés du gouvernement avaient incité à ces protestations. Gibbons fut alors transférée en un lieu secret, sa sécurité semblant menacée.

## Libération
Pour tenter de hâter la libération de Gibbons, deux pairs (membres de la Chambre des lords) de religion musulmane, Lord Ahmed (travailliste) et la baronne Warsi (conservatrice), se rendirent au Soudan dans l’espoir de parler au président du pays, Omar al-Bashir.
Le 3 décembre, pendant que ces deux politiciens britanniques rencontraient le président, on annonça que Mme Gibbons allait être libérée par grâce du président. À sa sortie de prison, elle fut confiée à l’ambassade britannique à Khartoum puis retourna à Liverpool, après avoir remis une déclaration écrite disant : « J’ai un grand respect pour la religion musulmane et je n’offenserais personne sciemment,. »

## Suites
L’école fut fermée jusqu’en janvier 2008 pour la sécurité des élèves et des enseignants, car on craignait des représailles,.